# Musikschule Fanny Hensel
Die Musikschule Fanny Hensel ist die staatliche Musikschule des Berliner Bezirks Mitte.
Sie ist eine Bildungs- und Kultureinrichtung der Stadt Berlin und entstand 2001 durch die Fusion der drei bezirklichen Musikschulen der früheren Bezirke Wedding, Tiergarten und Mitte. Einer der Vorläufer war die Volksmusikschule Berlin-Mitte in der Gipsstraße 3, die 1949 gegründet worden ist und deren Aufbau das Verdienst Professor Ernst Meyerolberslebens ist, der von 1951 bis 1953 Leiter der Schule war. Die Musikschule hat drei Zweigstellen, in jedem der ehemaligen Bezirke eine. Die Zweigstelle Mitte befindet sich im Gebäude des ehemaligen Köllnischen Gymnasiums.
Heute ist die Musikschule eine von 1000 Mitgliedern im Verband deutscher Musikschulen (VdM). Sie bedient elf Arbeitsbereiche, die von 240 künstlerisch und pädagogisch ausgebildeten Lehrkräften besetzt sind. Dies sind Elementare Musikerziehung, Streichinstrumente, Zupfinstrumente, Blasinstrumente, Popular- und Weltmusik/Schlaginstrumente, Tasten- und Balginstrumente, Gesang, Tanz/Tanztheater/Ballett, Ensemblespiel und Ergänzungsfächer, Studienvorbereitung und Begabtenförderung sowie Kooperation mit Schulen. In der Musikschule werden über 4000 Kinder, Jugendliche und Erwachsene unterrichtet. Die anfallenden Kosten werden von der Stadt Berlin und durch das Schulgeld übernommen.
Gefördert wird die pädagogische Arbeit an der Musikschule Fanny Hensel von dem aus dem Freundeskreis der Musikschule Berlin-Mitte e. V. hervorgegangenen Fördererverein der Musikschule Fanny Hensel Berlin-Mitte e. V.
Die Musikschule „Fanny Hensel“ unterstützt Teilnehmer am bundesweit stattfindenden Wettbewerb Jugend musiziert. Seit 2005 trägt sie den Namen der Komponistin Fanny Hensel, der Schwester Felix Mendelssohn Bartholdys.